# Београдски анђели
„Београдски анђели“ је повеља коју је установио је Клуб даровите деце и омладине Београда уз помоћ друштва Креативних и даровитих Србије (КИДС) и Министарства за омладину и спорт у Влади Републике Србије.
Установљена је децембра 1998. године и тада су и додељене прве повеље. Уз повељу су додељене и новчана награде. Лауреати прве повеље „Београдски анђели“ били су:
- област науке: Јелена Спасојевић, Душан Ђукић, Никола Петровић, Предраг Глишић и Исидора Милин, сви ученици Математичке гимназије у Београду који су на Математичкој олимпијади на Тајланду освојили сребрну медаљу.
- област уметности: балерина Нелка Лазовић, ученица балетске школе „Лујо Давичо“ из Београда, Петар Јоксимовић, млади сликар из Београда који је имао шест самосталних изложби и Јасмина Недељковић, која је на певачком такмичењу у Италији остварила запажен успех.
- област спорта: одбојкашица Јелена Николић, атлетичарка - скок у даљ - Милица Стојановић и капитен најмлађег тима „Црвене звезде“ Стеван Обрадовић.[1]